# 영국계 미국인
영국계 미국인(영어: British American)은 영국 출신의 미국 국적을 가진 사람들을 지칭한다.

## 같이 보기
- 영국인
- 유럽계 미국인
- 잉글랜드계 미국인
- 웨일스계 미국인
- 스코틀랜드계 미국인
- 아일랜드계 미국인